# Фейгин, Яков Григорьевич
Яков Григорьевич Фейгин (12.05.1903, Черниговщина — 19.08.1973) — советский экономист-географ. Доктор экономических наук, профессор. Член-корреспондент АН УССР (22.02.1939).

## Биография
В 1927 поступил на географическое отделение Второго Московского государственного университета. В 1929 году по партийной мобилизации был направлен на работу по коллективизации рыбного хозяйства, был инструктором, а затем руководил Инструкторским отделом Всекоопромрыбакколхозсоюза. 
В 1931 окончил Второй Московский государственный университет и поступил в аспирантуру. В 1932—1941 годах научный сотрудник Института экономики АН СССР. После окончания аспирантуры совмещает работу в Институте экономики с педагогической деятельностью — заведует кафедрой экономической географии в Академии связи, в Московском плановом институте и преподаёт в Экономическом институте красной профессуры.
Участник Великой Отечественной войны, награждён 5 орденами и 4 медалями. В 1946 году был демобилизован в должности начальника политотдела артиллерийской бригады.
В 1947—1948 годах директор Института экономики АН УССР.
Вернувшись в Москву, работал в Институте экономики АН СССР.

## Труды
- Размещение производительных сил СССР. М., 1941.
- Пути освоения природных богатств Сибири и Дальнего Востока. М., 1956.
- Размещение производительных сил СССР в семилетке. М., 1960.
- Методологические вопросы экономической географии. М., 1962. (В соавторстве с П. М. Алампиевым)
- Вопросы размещения производительных сил и развития экономических районов. М., 1964.
- Ленин и социалистическое размещение производительных сил. М., 1969.